# 穗別町
穗別町（日语：〔〕／ Hobetsu chō */?）為過去位於北海道膽振支廳東部的行政區劃。已於2006年3月27日與鵡川町合併為新設置的鵡川町。
町名源自阿伊努語的「pon-pet」，為小河的意思。

## 歷史
- 1919年4月1日：似灣村、穗別村、累標村合併為似灣村。[1]
- 1929年10月1日：改名為穂別村。
- 1962年1月1日：改制為穂別町。
- 1980年： 變更與鵡川町之間的邊界。
- 2006年3月27日：與舊鵡川町合併成新設立的鵡川町。

## 產業
農業以哈密瓜聞名。

## 交通

### 機場
- 新千歲機場（位於千歲市和苫小牧市）

### 鐵路
- 北海道旅客鐵道
  - 石勝線：從轄區北部山區通過，但未設站。
- 國鐵
  - 富內線：已於1986年11月1日停駛。

### 道路
| 高速國道 - 道東自動車道（興建中） - 穂別交流道（興建中） 一般國道 - 國道274號 | 主要地方道 - 北海道道59號平取厚真線 - 北海道道74號穂別鵡川線 - 北海道道131號平取穂別線 道道 - 北海道道610號占冠穂別線 - 北海道道933號北進平取線 - 北海道道1165號穂別內部線 |

### 巴士
- 道南巴士

## 觀光景點
| - 樹海溫泉 - 穂別博物館 - 穂別地球體驗館 | - 舊國鐵富內線富內車站施設（國登録有形文化財） - 舊中村平八郎家住宅主屋（國登録有形文化財） |

## 教育

### 高等學校
- 道立北海道穂別高等學校 （页面存档备份，存于）

### 中學校
| - 穗別町立穂別中學校 | - 穗別町立仁和中學校 |

### 小學校
| - 穗別町立穂別小學校 - 穗別町立仁和小學校 | - 穗別町立富內小學校 - 穗別町立稻里小學校 | - 穗別町立和泉小學校 |